# 249823 Delmarbarker
249823 Delmarbarker è un asteroide della fascia principale. Scoperto nel 2001, presenta un'orbita caratterizzata da un semiasse maggiore pari a 2,395641 UA e da un'eccentricità di 0,115830, inclinata di 4,102289° rispetto all'eclittica.